# 巴西角蛙
巴西角蛙（英語：Ceratophrys aurita）是屬於角花蟾科的一種青蛙，為巴西的特有種。牠們棲息於熱帶與亞熱帶的潮濕森林低地、淡水河流濕地和池塘。